# Tomba dels gegants

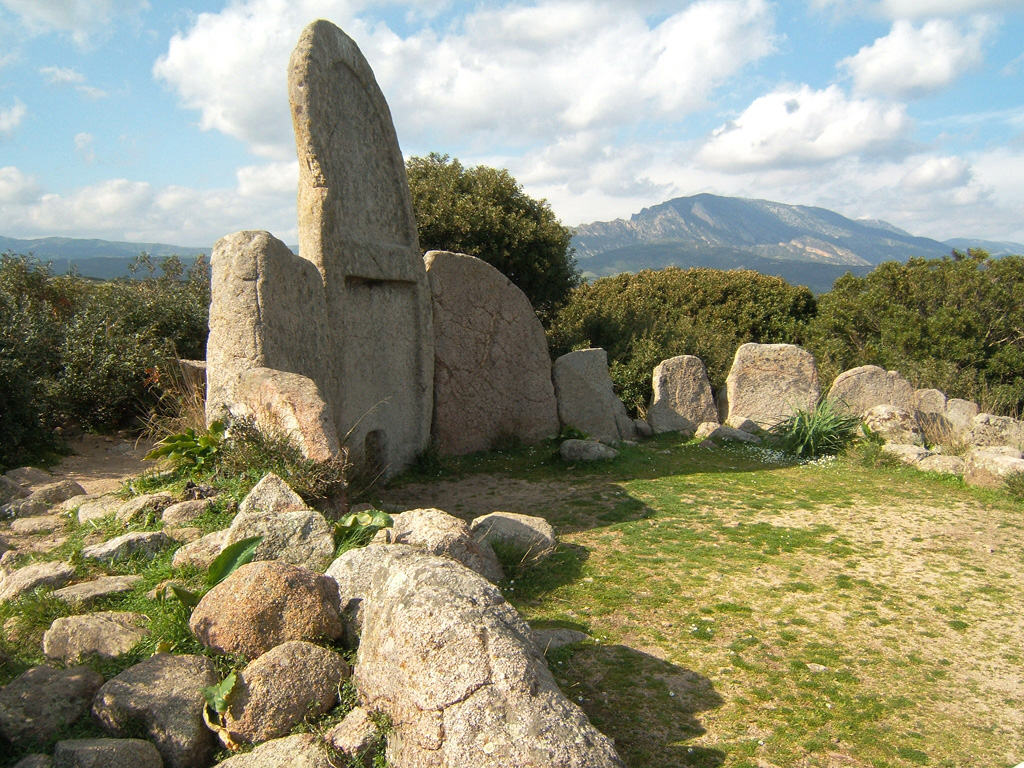
Dorgali, Tomba dels gegants de sa Ena 'e Thomes.

Les tombes dels gegants (tumbas de sos gigantes) són monuments fúnebres constituïts de sepultures col·lectives que pertanyen a la cultura dels nurags que es troba a Sardenya.
Com els nurags, aquestes construccions megalítiques particulars no troben cap equivalència a Europa continental. Van ser construïdes amb una forma rectangular particular amb absis, construït amb grans planxes de pedra plantades al terra.

## Estructura
Aquestes tombes consisteixen essencialment en una cambra funerària d'una longitud entre 20 m i 30 m i d'una alçada de 2 m a 3 m. Originalment, tota l'estructura estava recoberta per un túmul que s'assemblava a un casc de vaixell volat. La part frontal de l'estructura està delimitada per una mena de semicercle que simbolitza les banyes d'un toro. A les tombes més antigues, al centre del semicercle hi havia una estela, tallada finament, que podia arribar a una alçada de 4 m. La tomba té una petita obertura a la base que probablement es va tancar amb un gran bloc de pedra i va donar accés a la tomba. La creença de l'època era basada en que el toro i la deessa mater que se suposava que havien d'aparellar per donar vida als morts en el més enllà. Es col·locava un betil a prop de l'entrada, per simbolitzar els déus i els avantpassats vigilant els morts.

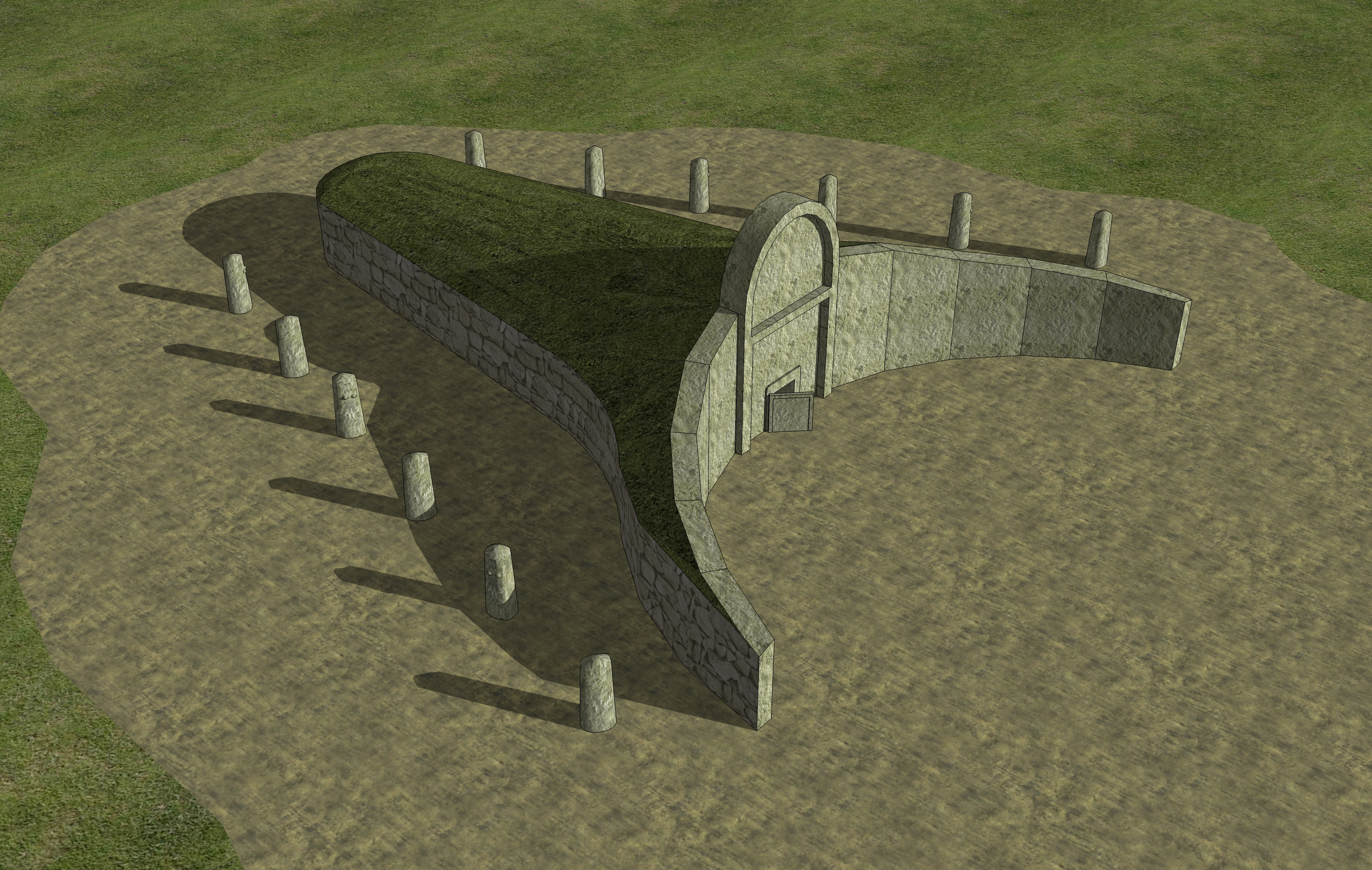
Model 3D de la tipologia de tomba dels gegants en forma d'exedra amb arc de cintra.
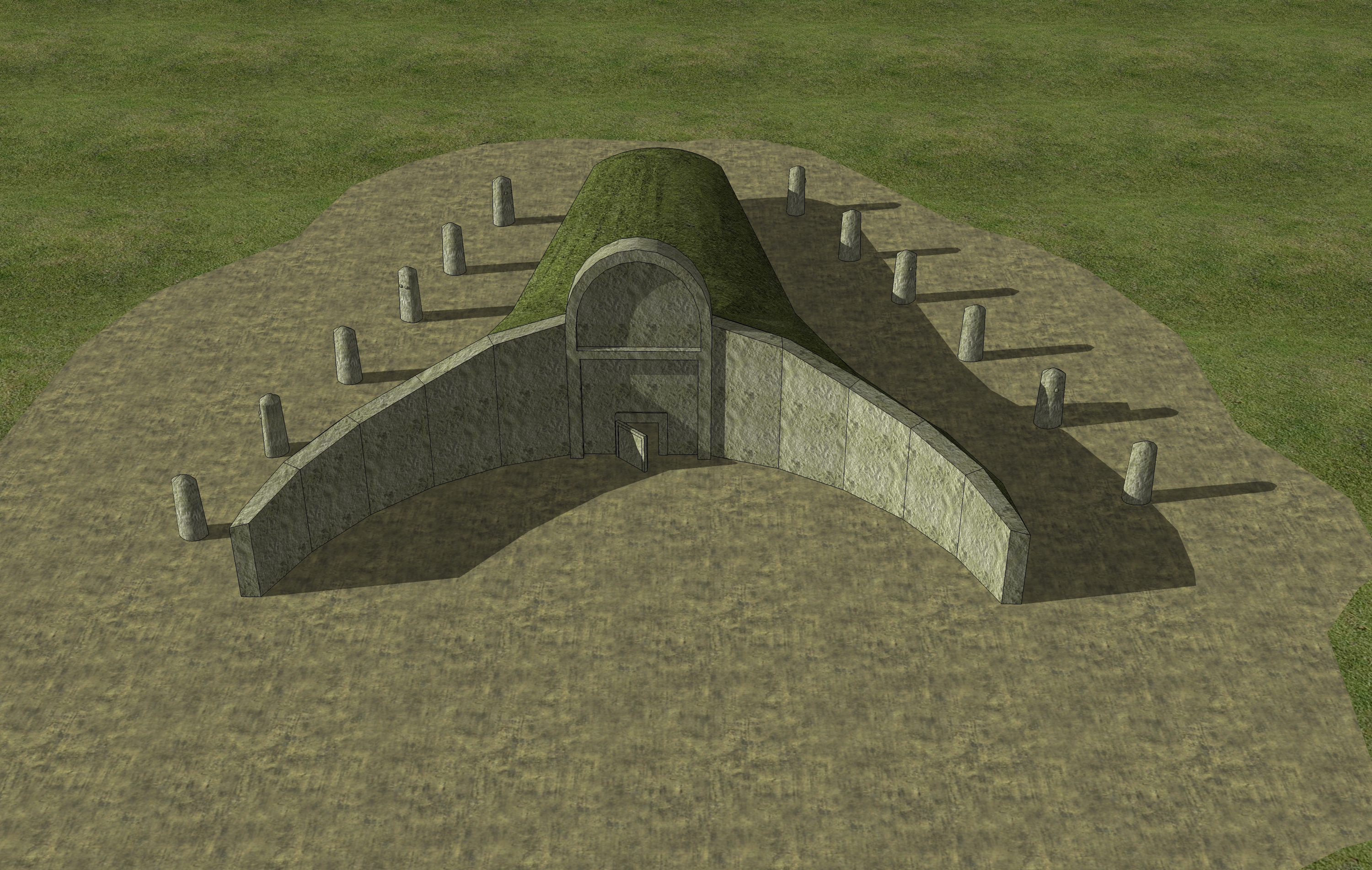
Model 3D de la tipologia de tomba dels gegants en forma d'exedra amb arc de cintra.
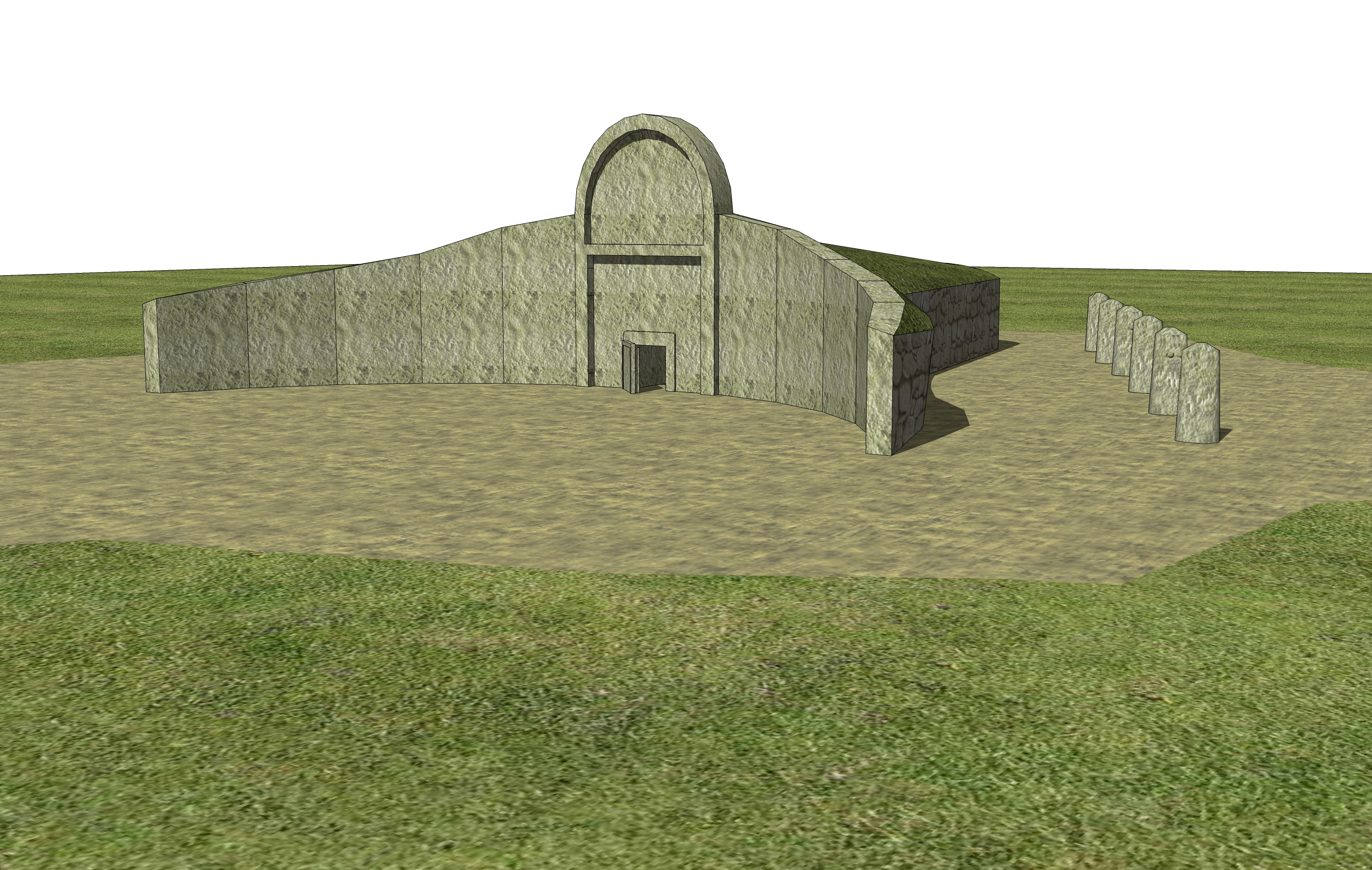
Model 3D de la tipologia de tomba dels gegants en forma d'exedra amb arc de cintra.
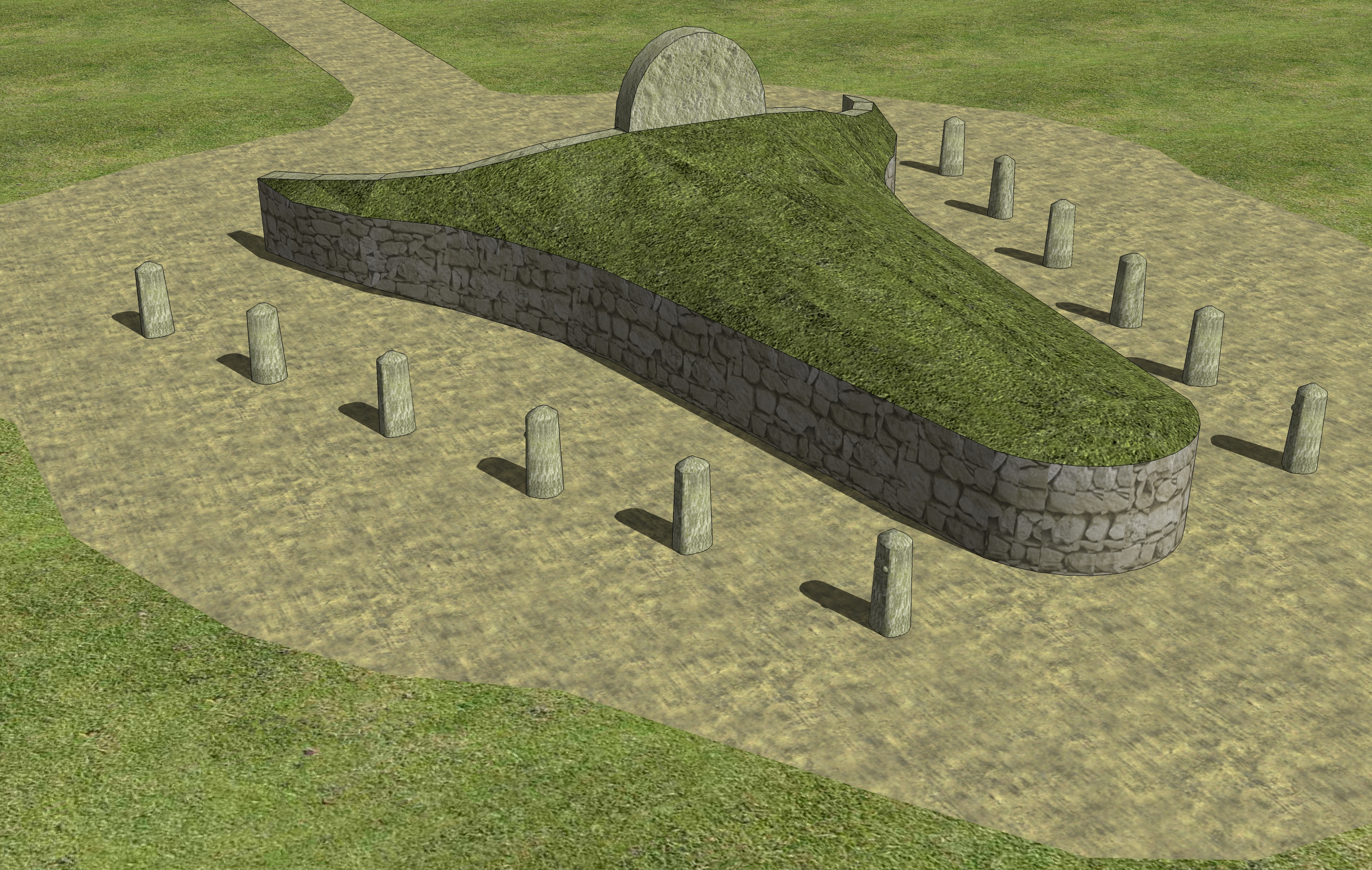
Model 3D de la tipologia de tomba dels gegants en forma d'exedra amb arc de cintra.
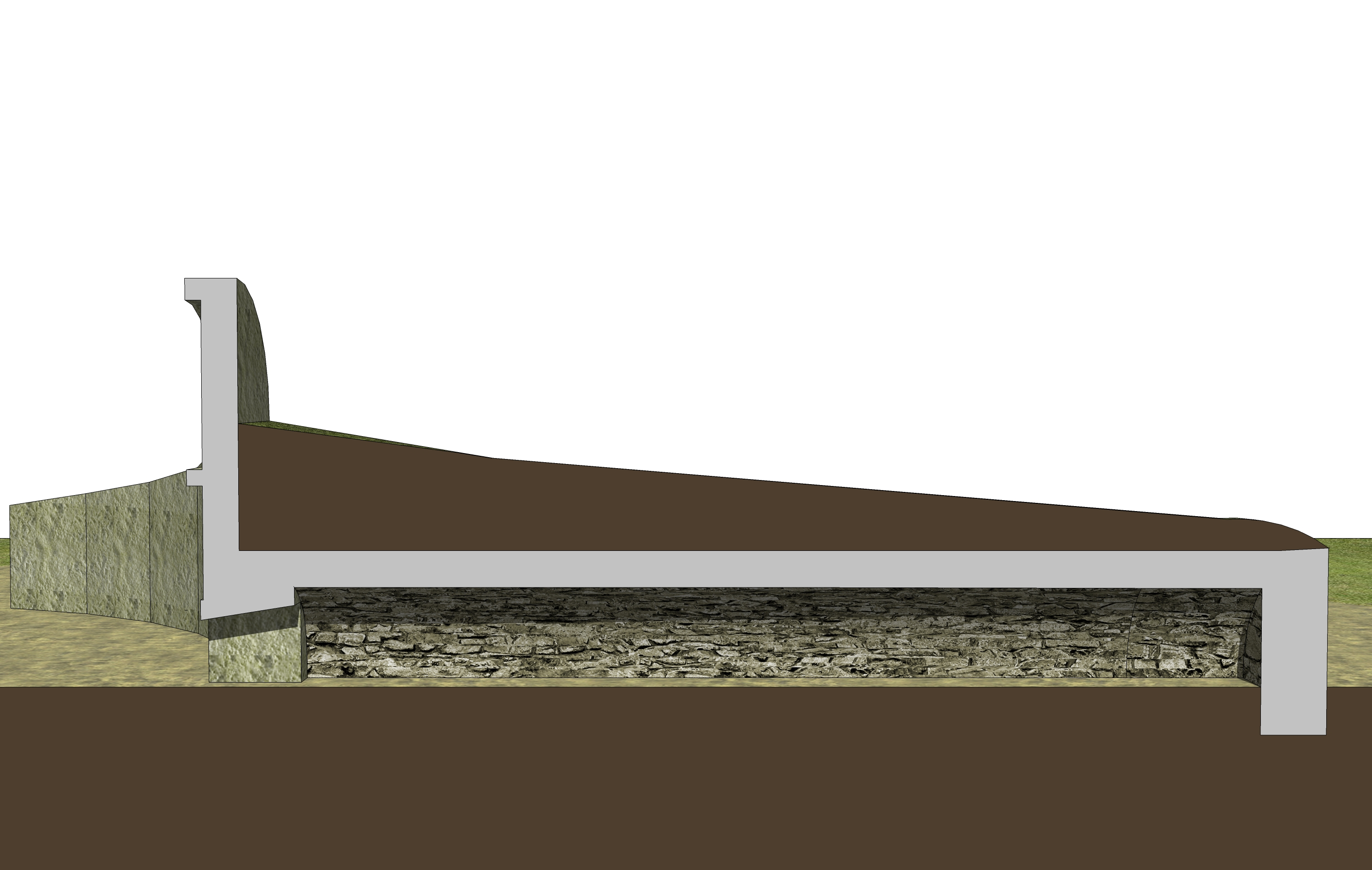
Model 3D de la tipologia de tomba dels gegants en forma d'exedra amb arc de cintra (secció)

## Evolució
En el transcurs dels segles la Tomba de les gegants conserva el pla del pròtom del toro i el casc de nau bolcat. No obstant això, per a la seva construcció es van utilitzar les tècniques arquitectòniques pròpies del desenvolupament dels pous sagrats i dels nurags.
El primer tipus de tomba de gegants és l'anomenat dolmen tipus amb un estel típic de cintra, rarament monolític i generalment bi-ític. El següent és executat amb exedra que ja no es caracteritza per la presència de l'estela i les ales de l'exedra amb blocs de pedra plantats amb un ganivet, sinó una maçoneria en blocs horitzontals. En aquest cas, els blocs són lleugerament quadrats. L'evolució següent consisteix a l'aplicació de l'isòdoma, aixecada ja a diversa nurags i pous sagrats.
A aquest tipus pertanyen dues subcategories: la tomba amb porta central amb arquitrau i la tomba amb porta central realitzada en una placa de pedra trapezoïdal.

## Funció
Els membres de la tribu, del clan o del poble retien homenatge als morts de la comunitat sense distinció de rang ni de privilegis, i sense aportar ofrenes de valor. Les tombes només eren ossaris en els quals es dipositaven les restes del difunt una vegada que només quedaven els esquelets. Probablement els cossos havien estat objecte de sacrificis, perquè es van trobar restes d'aquest mètode als ossos i van ser enterrats quan es va aconseguir un cert volum.
Els cultes lligats a les tombes dels gegants es comparen amb les del « déu toro » i a la « Deessa mare » i segons algunes hipòtesis, la forma de la construcció recorda un cap boví o una partera. La mort es relacionava amb el naixement segons el principi de renaixement. Amb el pas del temps, les tombes i les necròpolis van esdevenir cada cop més grans. La tradició popular sarda els ha definit a domu 'e s'orcu, és a dir, Casa dell'orco ("casa de l'ogre"). La gran quantitat d'ossos trobats a l'interior dels edificis feien pensar en les restes de banquets d'un gegant. El nom posteriorment es va italianitzar.

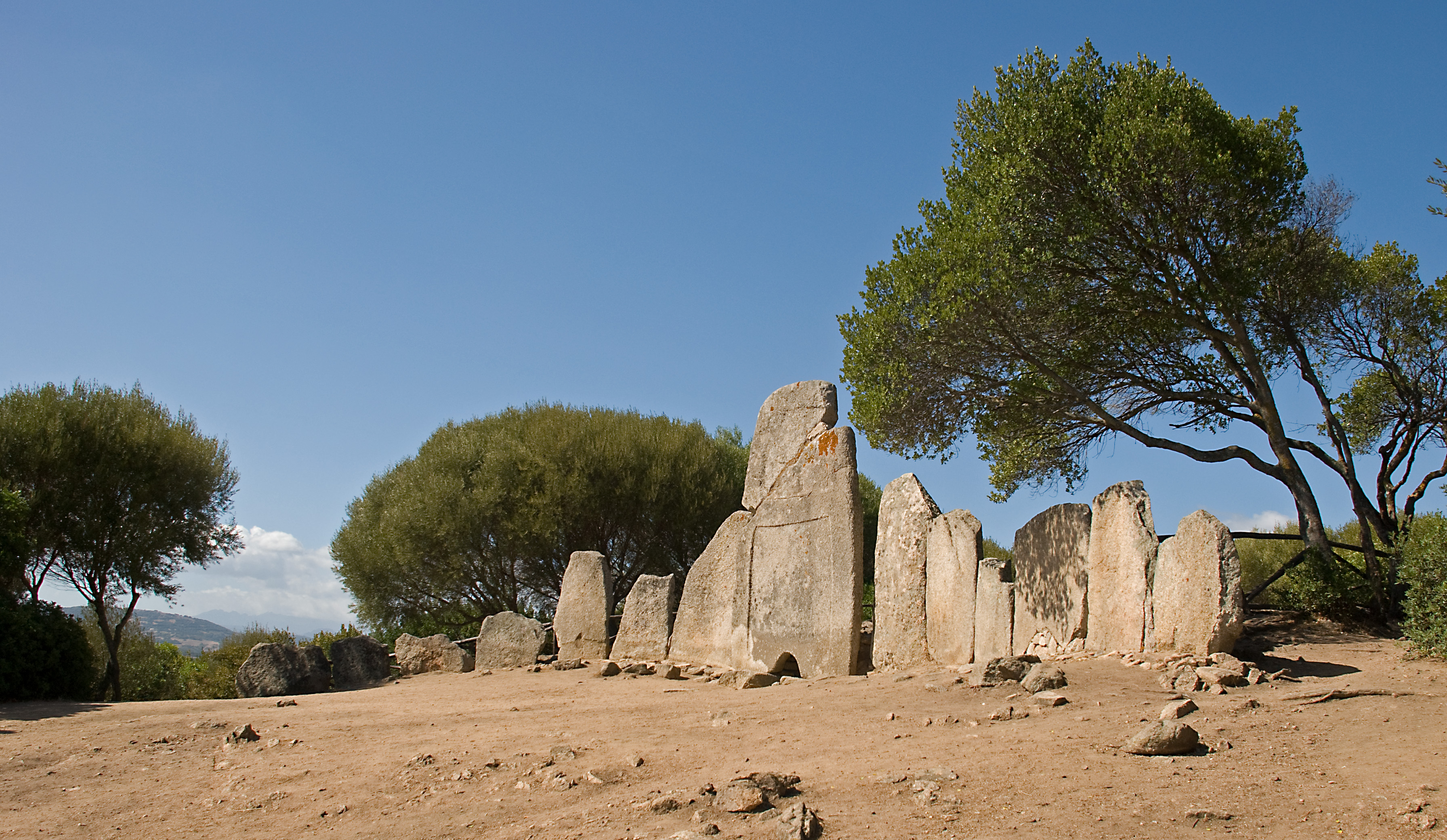
Arzachena, Tomba dels gegants de Li Lolghi.

## Tomba dels gegants

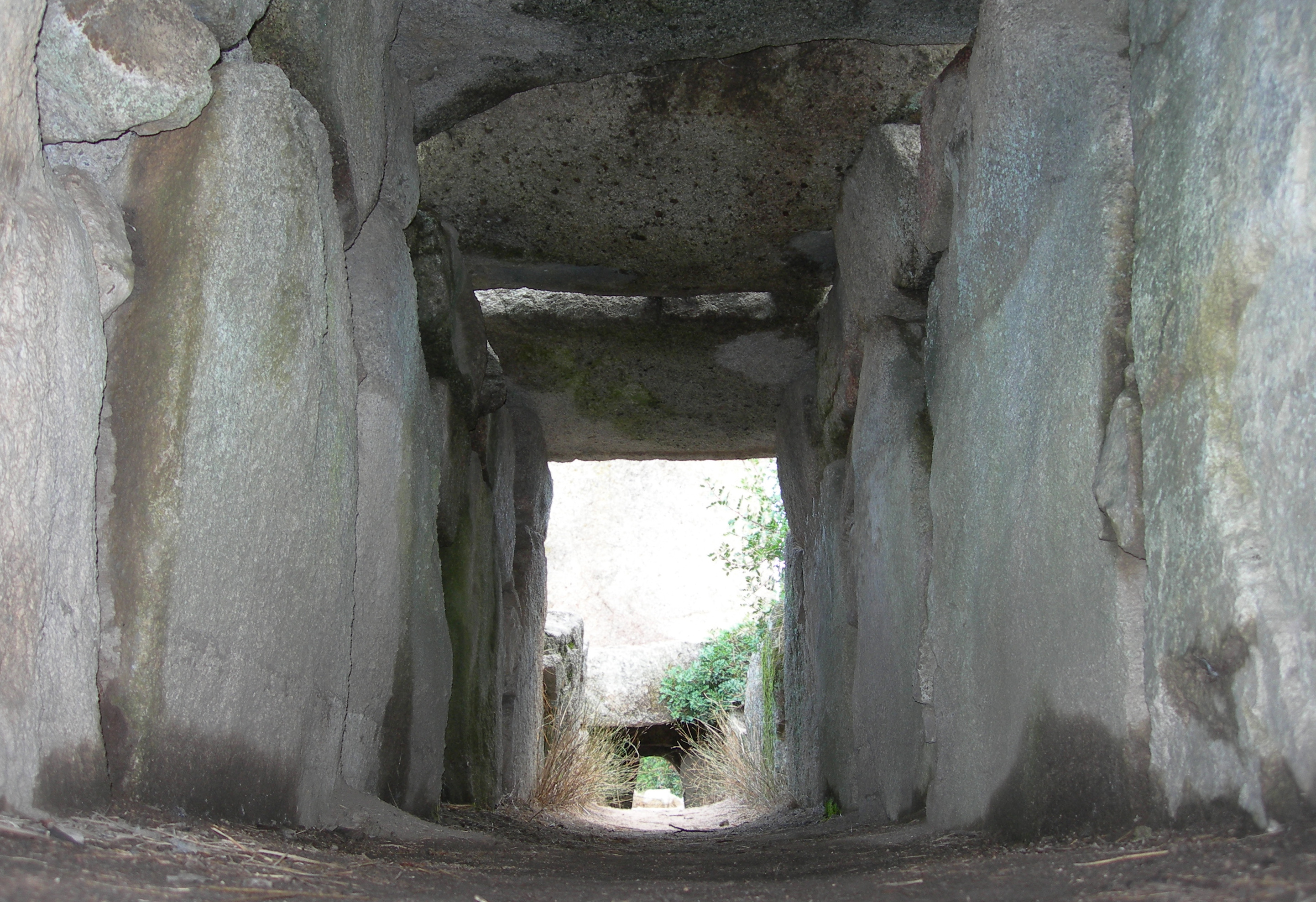
Dorgali, Tomba dels gegants de la seva Ena 'e Thomes.

Distribució geogràfica de les Tombes dels gegants a Sardenya

Les tombes dels gegants es troben a tota la Sardenya, en particular a la zona central de l'illa on hi ha prop de la meitat. A partir del darrer cens del 2003 se n'han trobat unes 800. Tenen un interès particular les de Capichera, Li Lolghi i Coddu Vecchju, a prop d'Arzachena. També cal esmentar els de Madau, prop de Fonni, els de Tamuli, amb betils amb caràcters antropomorfs prop de Macomer. La tomba més antiga dels gegants de Sardenya, és la tomba anomenada Su Cuaddu 'e Nixias, situada al territori de Lunamatrona (SU). Es un exemple estrany de la tomba d'un gegant amb una estela, al centre-sud de l'illa. La seva construcció es remunta als anys 1700-1600 aC.
Les principals tombes dels gegants són :
- Tomba dels gegants d' Aiodda a Nurallao
- Tomba dels gegants de Badu Campana, a Cuglieri
- Tomba dels gegants de Bainzu, Borore
- Tomba dels gegants de Barrancu Mannu, a Santadi
- Tomba dels gegants de Bau e Tuvulu, a Ulassai
- Tomba dels gegants de Bidistili, a Fonni
- Tomba dels gegants de Biristeddi, Dorgali
- Tomba dels gegants de Bruncu Espis, Arbus
- Tomba dels gegants de Goronna, Paulilatino
- Tomba dels gegants de Imbertighe, Borore
- Tomba dels gegants de Is Concias, Quartucciu
- Tomba dels gegants de Laccaneddu, Villanova Monteleone
- Tomba dels gegants de Li Lolghi, Villanova Monteleone
- Tomba dels gegants de La seva Dom'è Es Orcu, Dolianova
- Tomba dels gegants de Li Lolghi, Arzachena
- Tomba dels gegants de Lu Brandali a Santa Teresa Gallura
- Tomba dels gegants de di Madau, Fonni
- Tomba dels gegants de Muraguada, Bauladu
- Tomba dels gegants de Oratanda, Cuglieri
- Tomba dels gegants de Oridda, Sennori
- Tomba dels gegants de Osono, Triei
- Tomba dels gegants de Pascaredda, Calangianus
- Tomba dels gegants de Sa Dom'e s'Orcu, Dolianova
- Tomba dels gegants de Sa Domu 'e S'Orcu, Siddi
- Tomba dels gegants de S'Ena e Thome, Dorgali
- Tomba dels gegants de Sa Farch´e s'Artare, Seneghe
- Tomba dels gegants de Sa Perda 'e S'Altare, Birori
- Tomba dels gegants de San Cosimo, Gonnosfanadiga
- Tomba dels gegants de Santu Bainzu, Borore
- Tomba dels gegants de Sas Presones, Cuglieri
- Tomba dels gegants de Su cuaddu 'e Nixias, Lunamatrona
- Tomba dels gegants de Su Mont'e s'Abe, Olbia
- Tomba dels gegants de Sa Mandara, Guasila

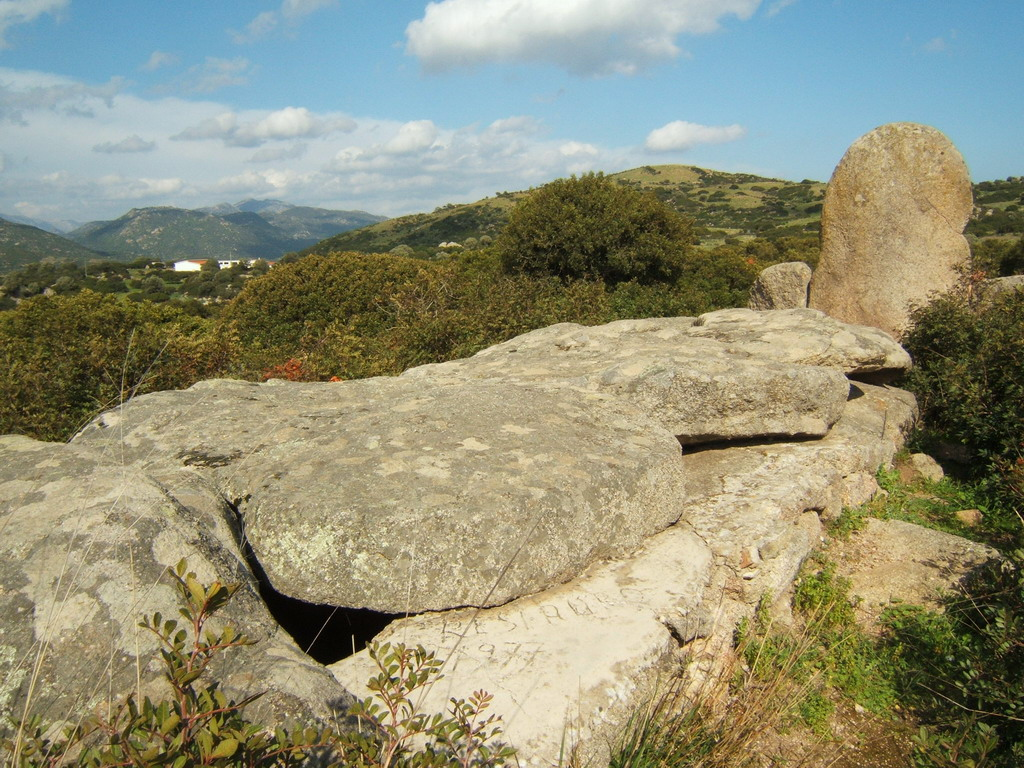
Tomba dels gegants a Sa Ena 'e Thomes, Dorgali.
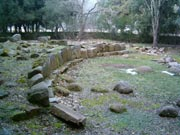
Tomba dels gegants, Lanusei.
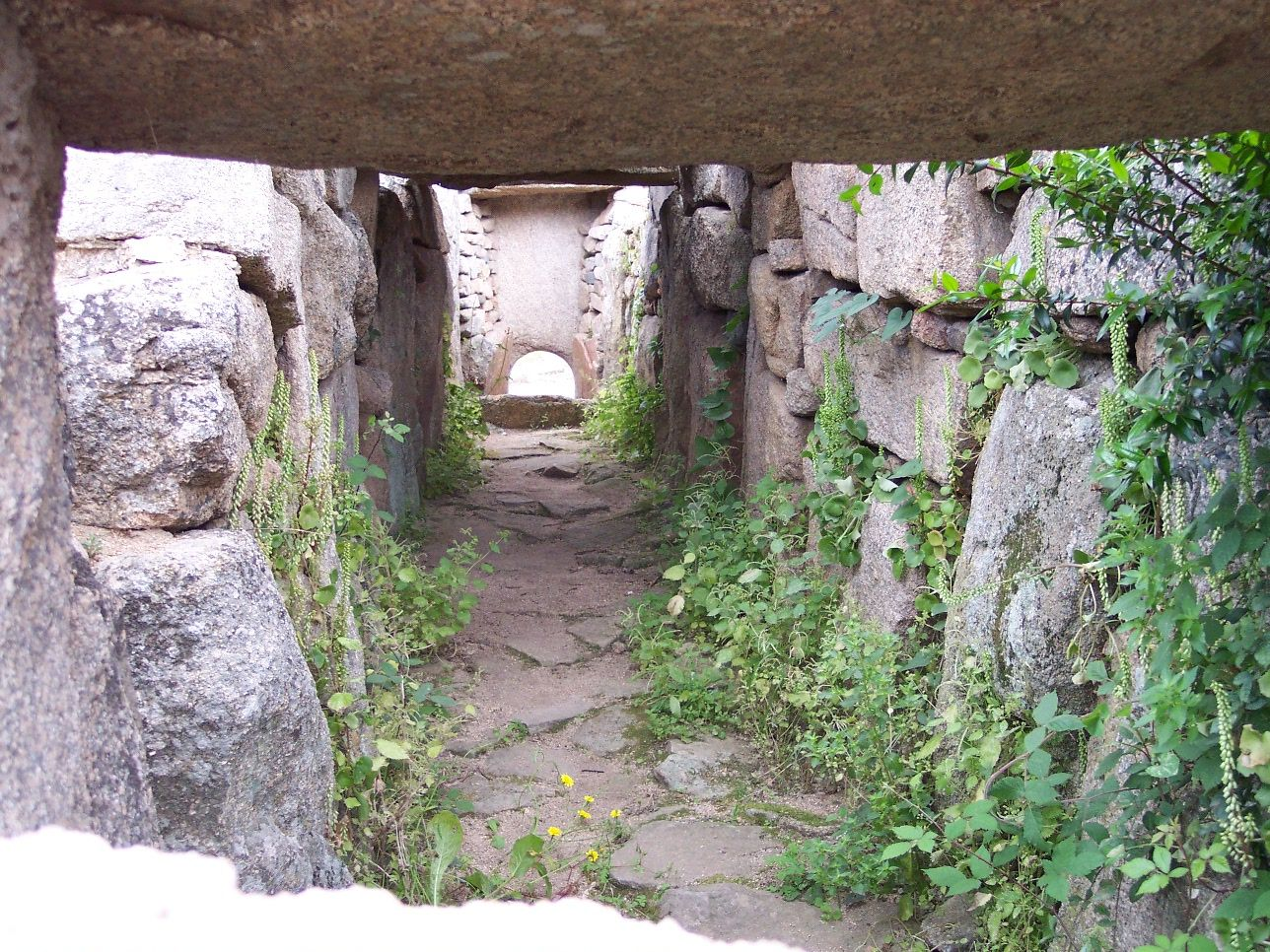
Tomba dels gegants Coddu Vecchju, Arzachena.
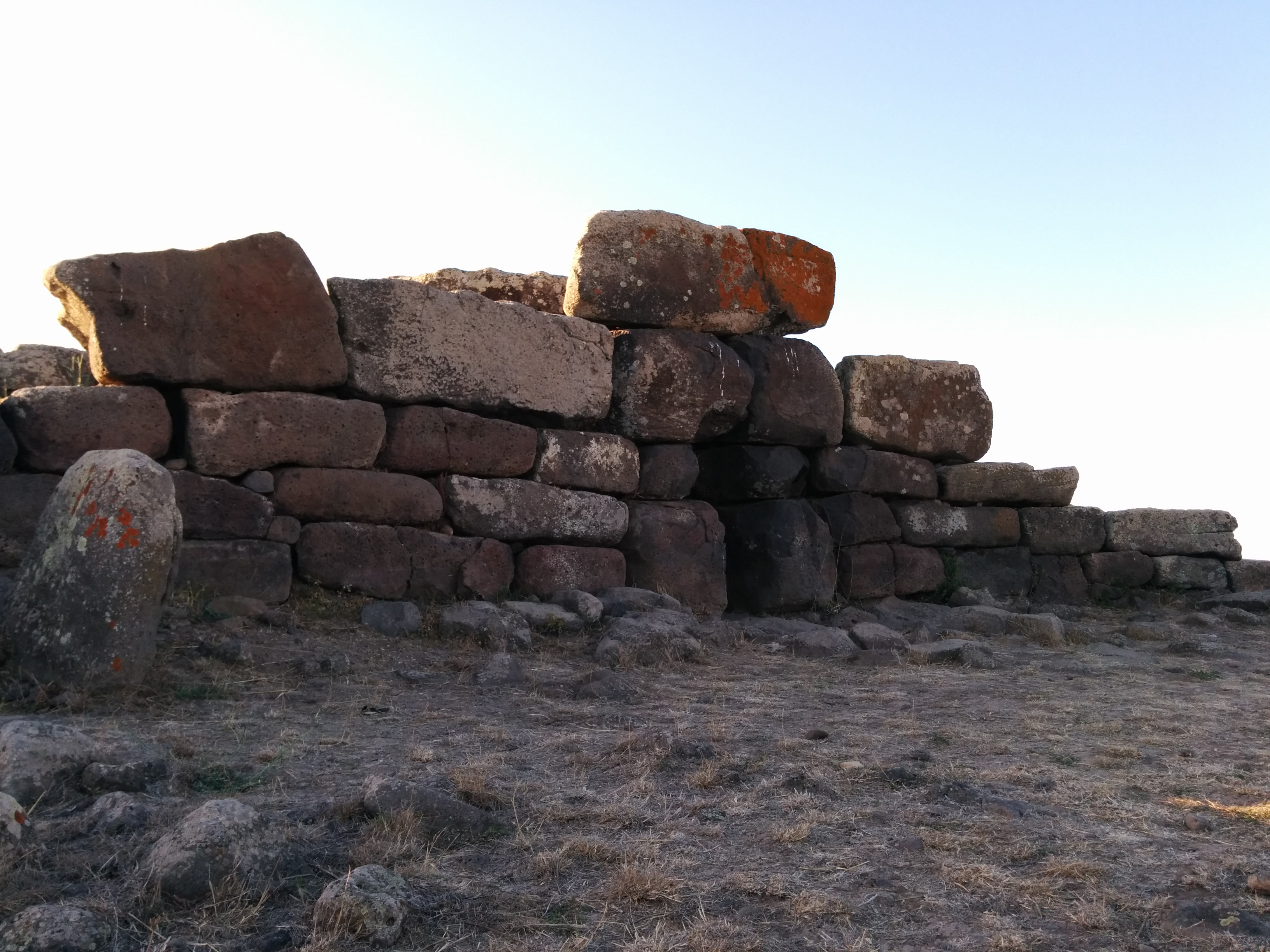
Tomba dels gegants de Sa Dome e s'Orcu
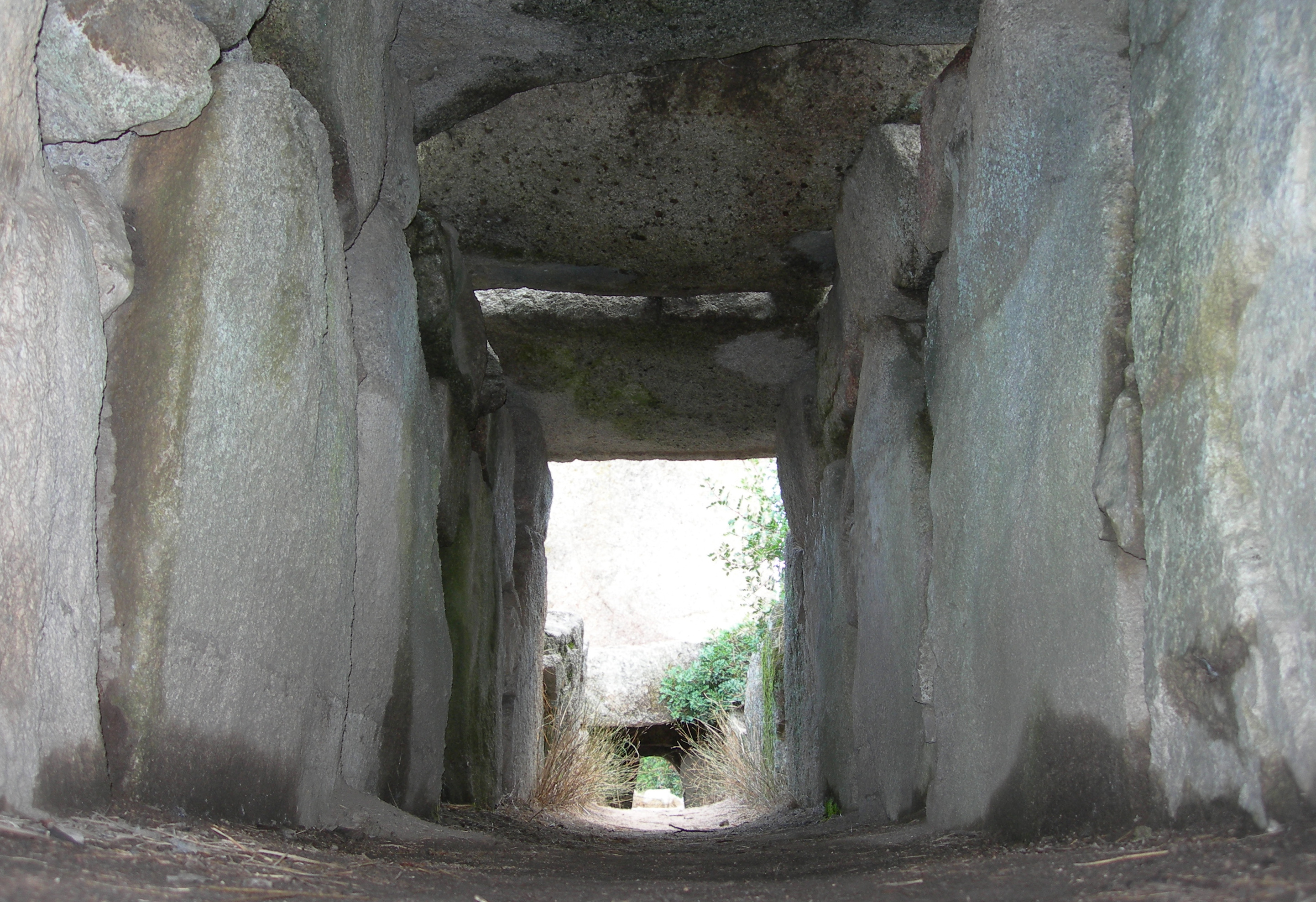
Tomba dels gegants de Sa Ena 'e Thomes
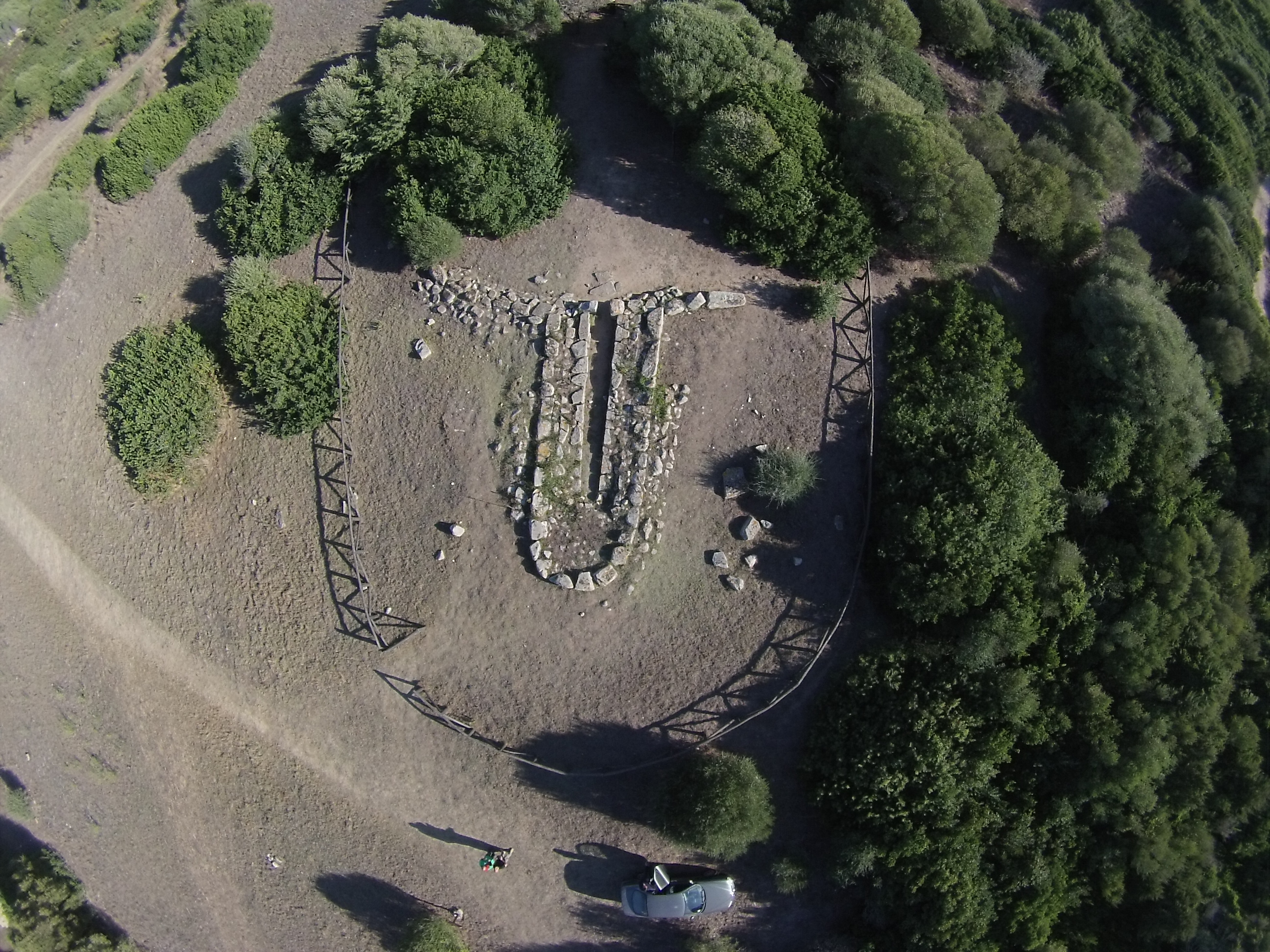
Tomba dels gegants de Lu Brandali
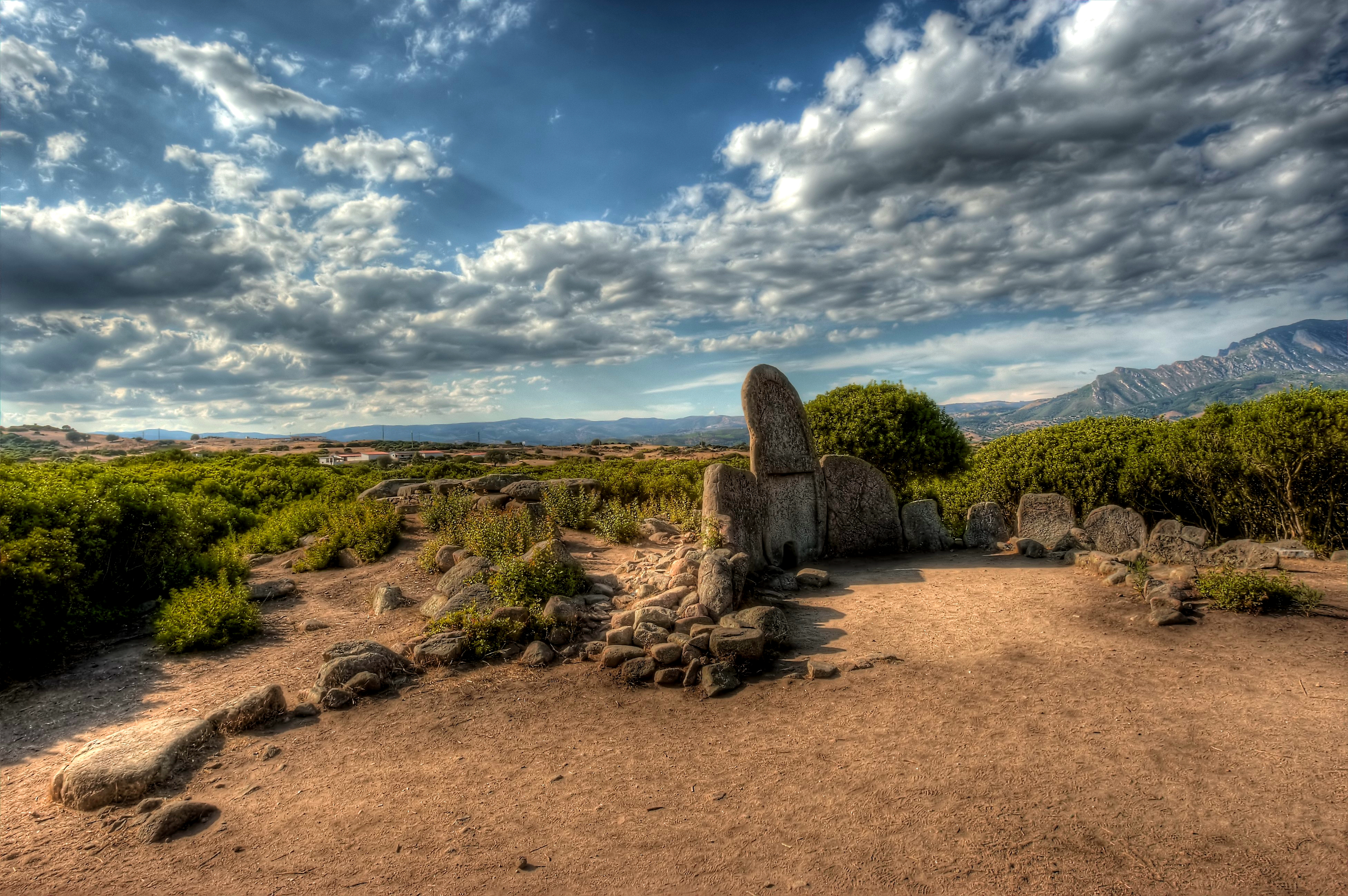
Dorgali, Tomba dels gegants de Sa Ena 'e Thomes'
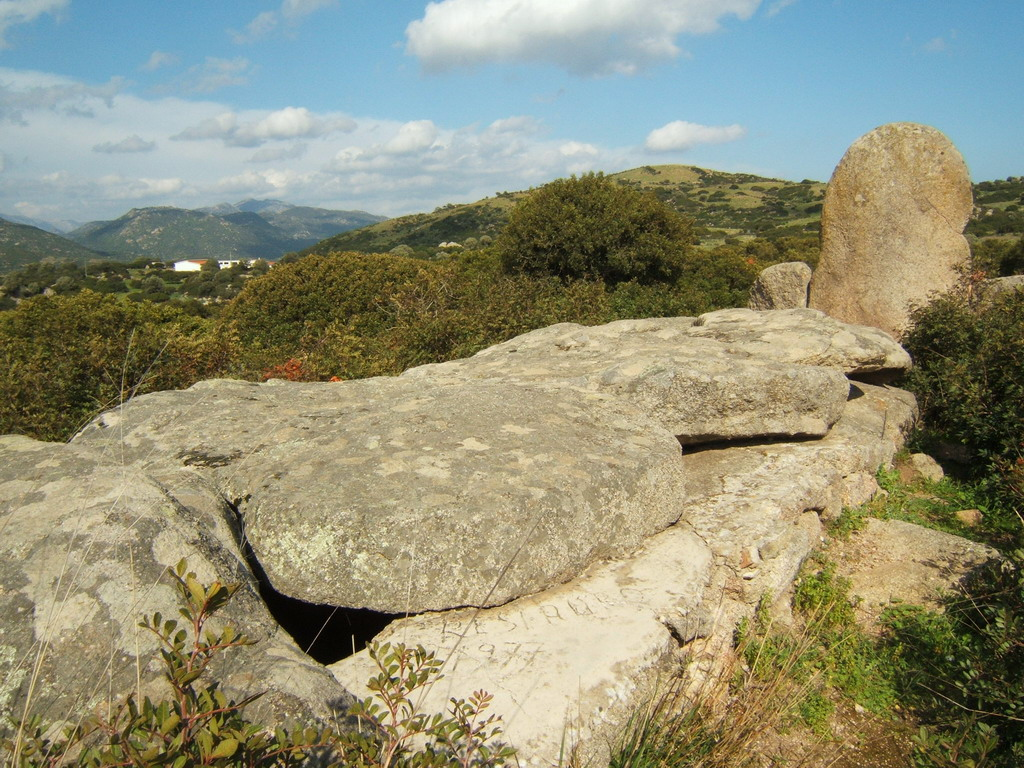
Dorgali, Tomba dels gegants de Sa Ena 'e Thomes
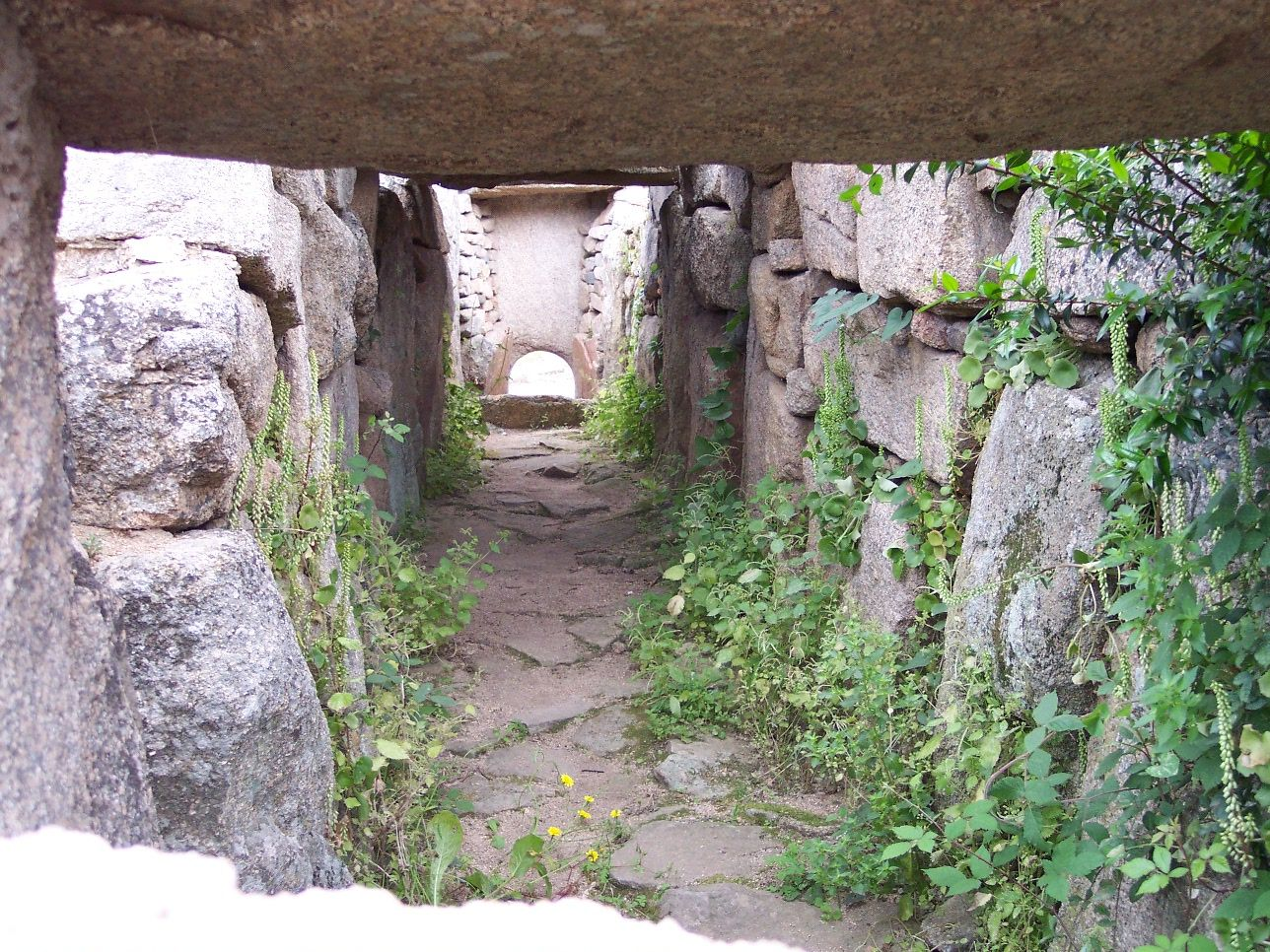
Arzachena, Tomba dels gegants a Coddu Vecchju
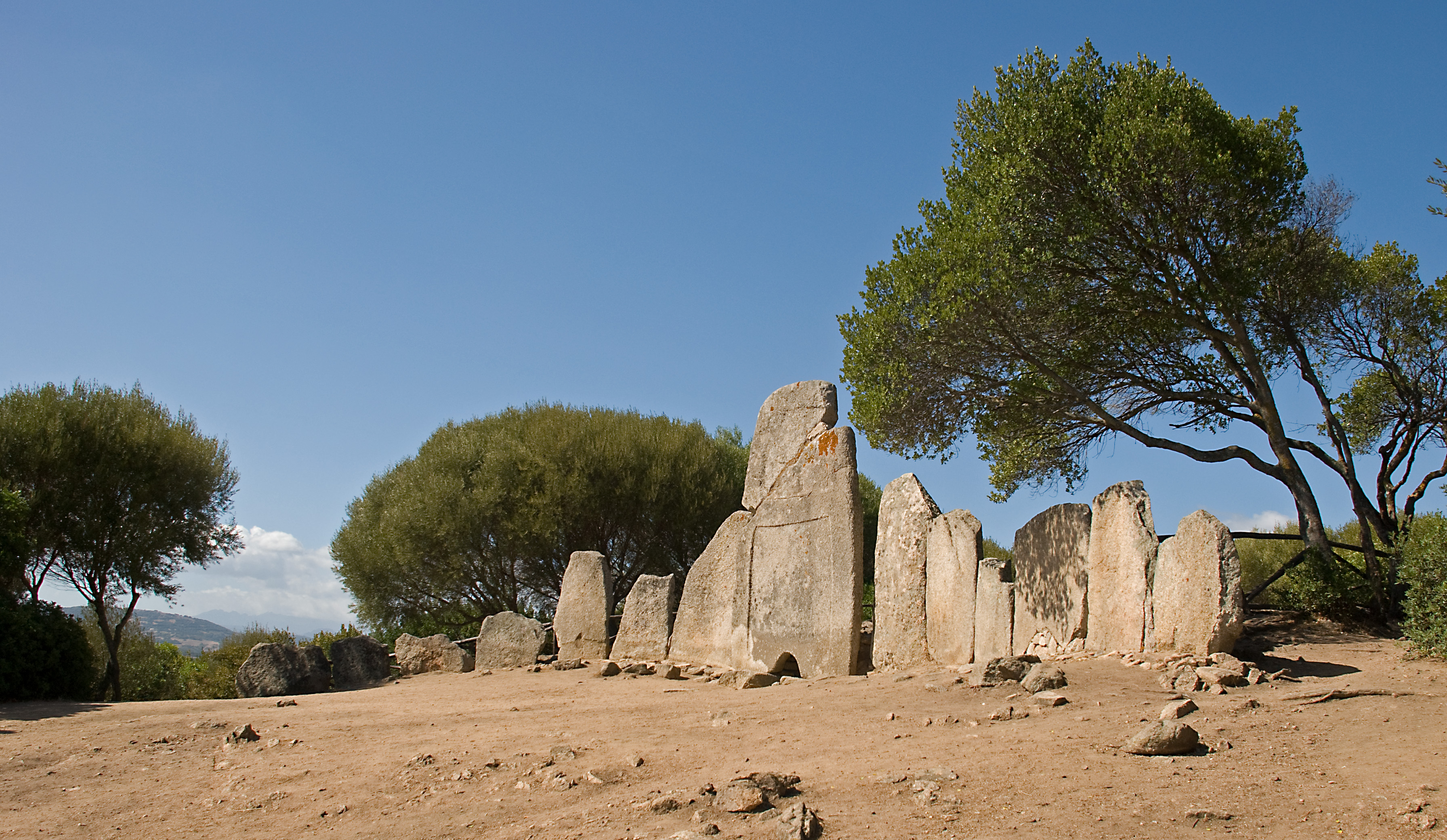
Arzachena, Tomba dels gegants de Li Lolghi
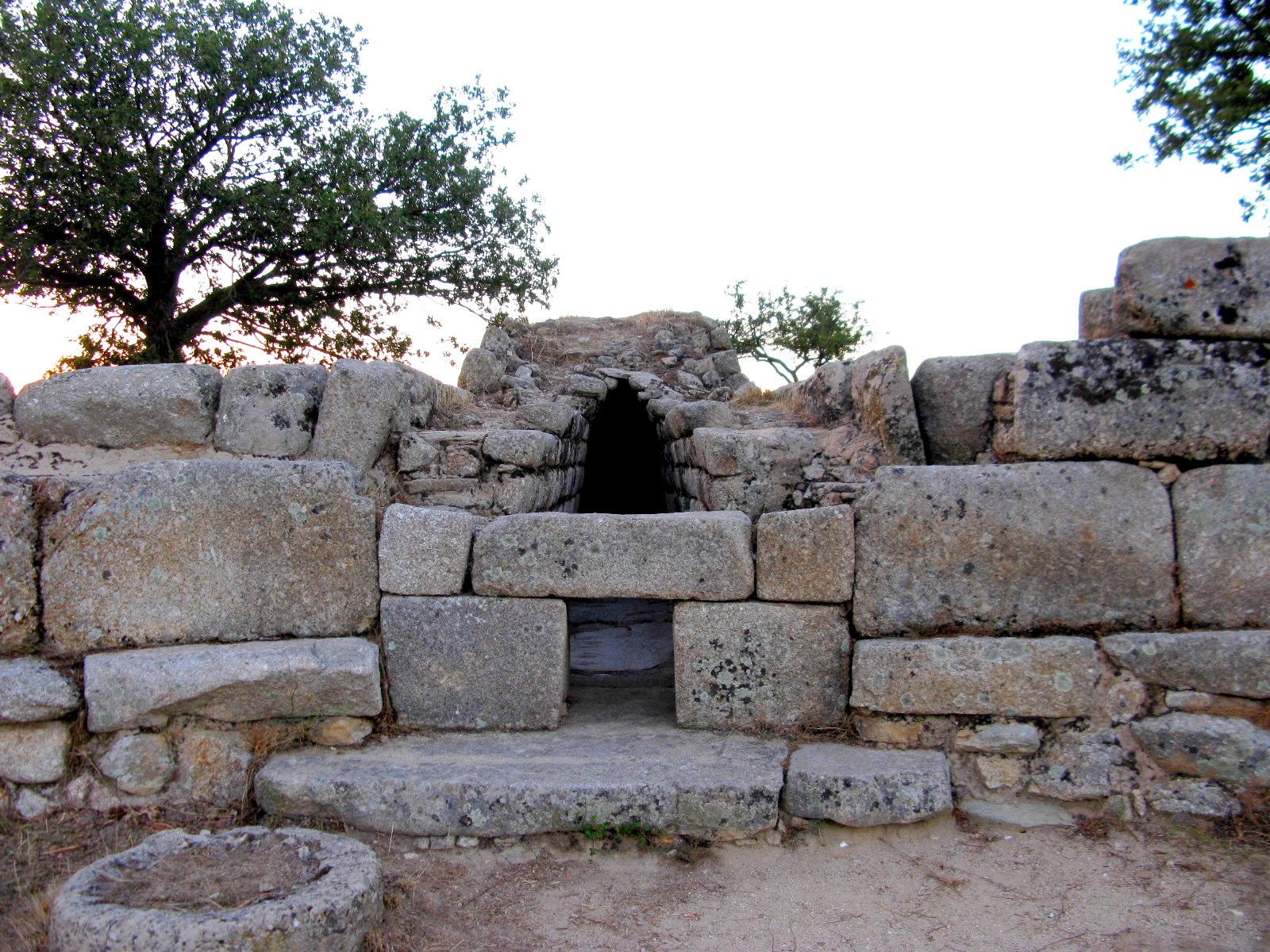
Tomba dels gegants de Madau, Fonni
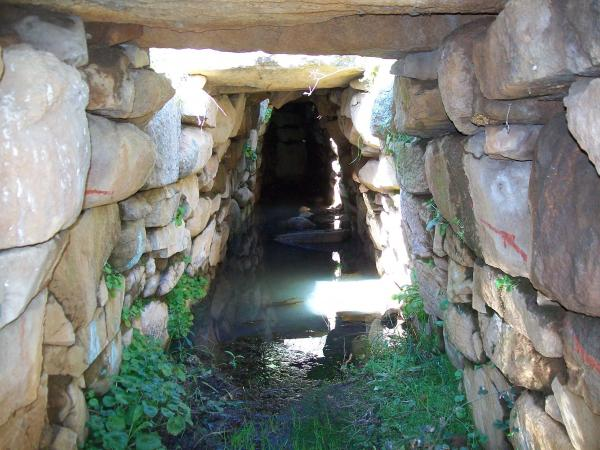
Tomba dels gegants de San Cosimo, Gonnosfanadiga